# Marguerite Le Paistour
Marguerite Julienne Le Paistour (ou Le Paitour, ou Lepetou selon les documents), née le 2 août 1720 à Cancale (département français d'Ille-et-Vilaine) et morte à une date inconnue, est la seule femme ayant exercé en France, sous un pseudonyme et un déguisement masculins, la profession de bourreau.
Se faisant passer pour un homme pendant au moins neuf ans sous le nom d'Henri ou Henry, elle est successivement servant d'un curé, soldat, auxiliaire de bourreau puis, pendant plus de deux ans, bourreau titulaire à Lyon avant que son travestissement ne soit percé à jour. Elle est alors emprisonnée ; retrouvant sa véritable identité, elle se marie à Lyon avant de revenir à Cancale.

## Statut des bourrelles
Au XIIIe siècle en France, des bourrelles opérant à visage découvert sont chargées d'infliger des punitions corporelles comme le fouet à des femmes condamnées ; aucune exécution capitale ne semble devoir leur être attribuée. Le recours à des femmes pour châtier d'autres femmes est alors justifié par l'« obligation de décence ». Cette pratique de flagellations publiques de femmes est finalement interdite en 1601.
Dès lors, la fonction de bourreau devient réservée aux hommes, sauf circonstances exceptionnelles.

## Biographie

### De l'enfance à l'armée
Marguerite Julienne Le Paistour naît le 2 août 1720 à Cancale ; sa mère meurt quelques jours après. Son père, Guillaume le Paistour, sieur de La Chesnais, capitaine au long cours est souvent absent. Pour échapper à la maltraitance de la seconde épouse de son père — la date de ce second mariage n'est pas connue —, Marguerite s'enfuit du domicile familial vers l'âge de vingt ans. Déguisée en jeune homme — elle a volé les habits de son frère François, son aîné de trois ans — et sous le nom d'« Henri », elle devient servant chez un prêtre. Elle le quitte au bout de quelques années pour s'engager, toujours sous le même nom, dans l'armée française, puis dans celle de Marie-Thérèse d'Autriche.

### Aide bourreau avant d'être titularisée
Ayant déserté, elle rentre par hasard au service d'un habitant de Strasbourg, dont elle découvre qu'il exerce la profession de bourreau. Elle part ensuite pour Montpellier où elle devient l'assistante du bourreau, puis gagne Lyon, où elle a appris que la charge de bourreau était vacante. Toujours travestie en homme, elle obtient cette charge, mais « elle risquait gros avec son mensonge : “Se travestir est un crime de faux au XVIIIe siècle et les châtiments encourus vont du fouet à la peine capitale” ». Pour être plus crédible, Marguerite se lie d’amitié avec une femme qui se fait passer pour son épouse.

### Reconnue, emprisonnée puis mariée

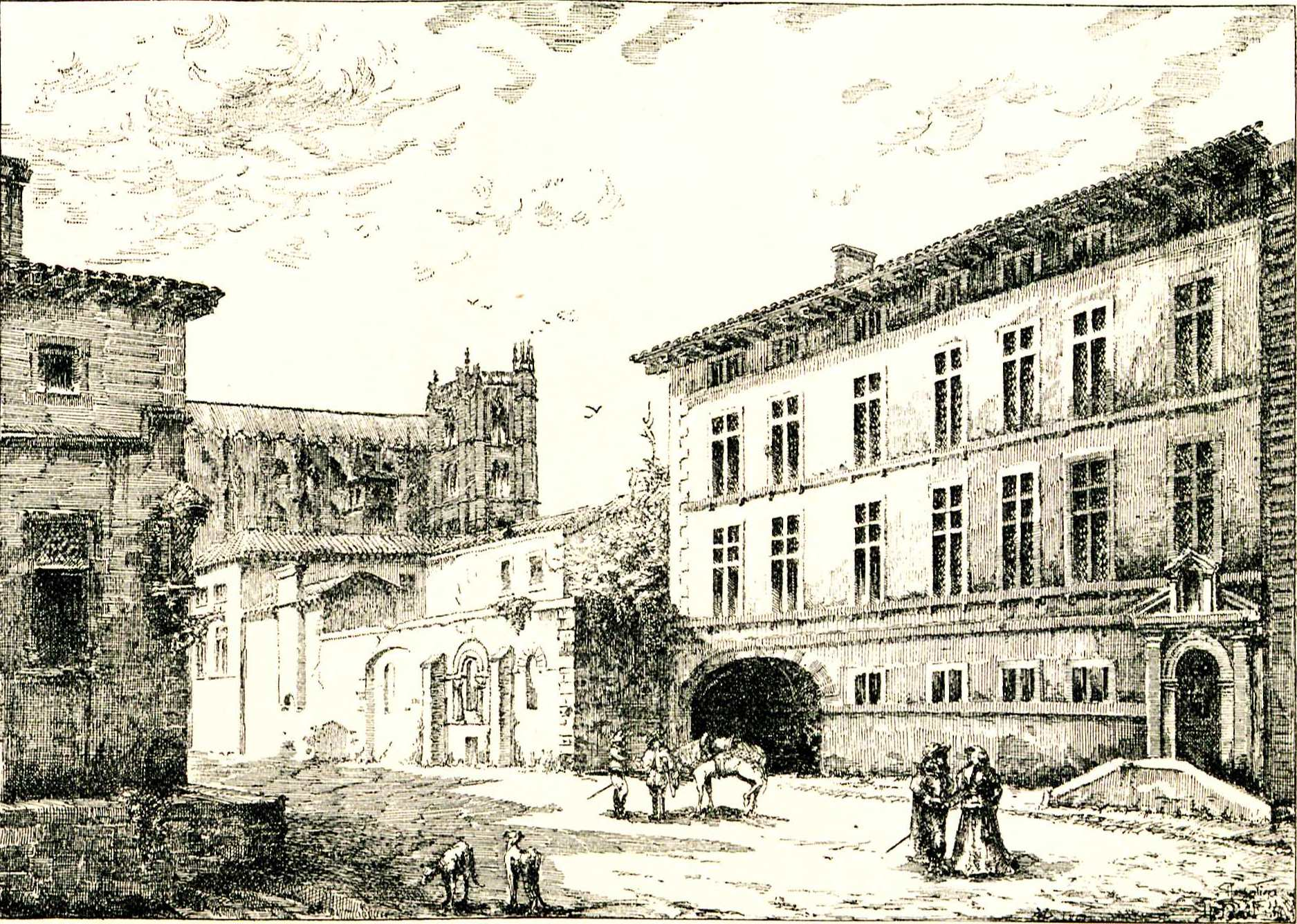
Maison de Roanne.

Elle opère, toujours sous le nom d'Henri ou Henry, jusqu'en janvier 1749 où elle est arrêtée au bout de vingt-sept mois d'activité. Selon les sources, elle est reconnue comme femme par sa servante ou convaincue de recel, comme le mentionne un mémoire judiciaire du 20 janvier 1749 conservé à la Bibliothèque nationale de France,,. Elle est alors emprisonnée pendant dix mois à la maison de Roanne dans le Vieux Lyon ; ayant changé son prénom en Henriette, elle se marie le 26 novembre 1749 avec Noël Roche, domestique d'un notable lyonnais, et reprend sa véritable identité,.
Pendant son incarcération, elle reçoit à plusieurs reprises la visite du père Jean-Baptiste Richard, du couvent Saint-Louis de frères réguliers du Tiers-Ordre de saint François, à qui elle se confie ; le religieux retranscrit l'histoire de la jeune femme dans ses mémoires, document le plus complet concernant la biographie de Marguerite Le Paistour.

### Retour à Cancale et disparition
Revenue à Cancale, elle donne naissance le 14 septembre 1750 à une fille prénommée Marguerite Marie Jacquemine, après quoi sa trace se perd, son nom n'étant plus mentionné dans aucun acte ; il semble en tout cas peu probable qu'elle se soit fixée durablement à Cancale.

## Le travestissement, moyen de survie ou quête d'identité
Lorsque Marguerite s'enfuit du domicile familial déguisée en homme, son travestissement peut être considéré comme le moyen le plus sûr pour éviter les obstacles qui guettent à cette époque une jeune fille voyageant seule.
Pourtant, Il semble ressortir de ses entretiens avec le père Richard que, lorsqu'elle accède à la fonction de bourreau, elle prend plaisir à châtier — Richard emploie les termes : « pendu, rompu, fouetté et marqué » — les femmes condamnées, mais jamais les hommes. En outre, pendant une grande partie de la période qui précède son arrivée à Lyon, et notamment lorsqu'elle est au service du prêtre, elle pourrait certainement, sans grand inconvénient, abandonner son déguisement. Après sa nomination comme bourreau, elle ne peut plus revenir en arrière.
Il est alors possible que la volonté de Marguerite de conserver son déguisement réponde à une aspiration plus profonde, celle de se sentir plus homme que femme ; Eva Mordacq, dans le magazine Geo, évoque une « quête identitaire ». Les sévices qu'elle a subis dans son enfance de la part de sa belle-mère l'amènent à concevoir envers cette dernière une forme de « haine » qu'elle projette peut-être vers la femme en général, ce qui expliquerait la persistance de son travestissement et son comportement différent face à un homme ou une femme condamnés.

## Source d'inspiration
L'histoire de Marguerite Le Paistour inspire Nicole Avril pour Monsieur de Lyon (1979), Anne Chambrin pour Bourreau-Bourrelle (2010) ainsi que Patrick Pesnot pour La Rose et le bourreau (2018).